# Remix Ensemble
Remix Ensemble, opgericht in 2000, is een hedendaagse-muziekgroep van Casa da Música in Porto (Portugal). Het ensemble is uitgebouwd rond een kern van vijftien vertolkers van diverse nationaliteiten.

## Levensloop
Sinds het bestaan heeft het gezelschap reeds meer dan 85 wereldcreaties gespeeld.
De groep is reeds door verschillende dirigenten geleid waaruit onder meer Stefan Asbury, Kasper de Roo, Jonathan Stockhammer, Matthias Pintscher, Reinbert de Leeuw.
Sinds januari 2005 is Peter Rundel chef-dirigent van het ensemble. Het Remix Ensemble verleent ook regelmatig zijn medewerking aan muziektheater, operaproducties, dansvoorstellingen, films en jazzmuziek. Op vraag van het Casa da Música creëerde het ensemble meer dan twintig werken van Portugese componisten waaronder de opera Stranges Melodies van Antonio Chagas-Rosa en Gerrit Komrij en Trames voor groot ensemble van Emmanue Nuñes.
Het Remix Ensemble heeft reeds in talrijke Europese steden gespeeld zoals onder andere Valencia, Rotterdam, Barcelona, Straatsburg, Parijs, Antwerpen, Boedapest, Wenen, Berlijn en ook op festivals hebben zij reeds gespeeld, Wiener Festwochen, Wien Modern, Agora Parijs.
Het ensemble organiseert regelmatig werksessies met de componisten van de door hen gebrachte werken.

## Discografie[4]
- 2004: Remix Ensemble - Remix Ensemble
- 2007: Emmanuel Nunes - Épures Du Serpent Vert II · Duktus
- 2008: António Pinho Vargas - Graffiti [Just Forms] / Six Portraits Of Pain / Acting Out
- 2009: James Dillon - Jurjen Hempel - Philomela
- 2017: Mão Morta + Remix Ensemble - Ao Vivo No Theatro Circo